# Ranunculidae
Ranunculidae es una subclase de plantas de la clase Magnoliopsida, división Magnoliophyta.
orden Ranunculales
Ranunculáceas (familia Ranunculaceae)
Berbericáceas (familia Berberidaceae)
Coriáceas (familia Coriariaceae)
Menispermiáceas (familia Menispermiaceae)
Orden Illiciales
Iliciáceas (familia Illiciaceae)
Orden Papaverales
Papaveráceas (familia Papaveraceae)
Fumariáceas (familia Fumariaceae)
Orden Aristolochiales
Aristoloquiáceas (familia Aristolochiaceae
Orden Piperales
Piperáceas (familia Piperaceae)
Orden Laurales
Lauráceas (familia Lauraceae)
Calicantáceas (familia Calycanthaceae)
Monimiáceas (familia Monimiaceae)
Orden Nymphaeales
Nelumbonáceas (familia Nelumbonaceae)
Ninfeáceas (familia Nymphaeaceae)
Ceratofiláceas (familia Ceratophyllaceae)
- Datos: Q3502896